# رابرت الکس جانسون
 رابرت الکس جانسون (به انگلیسی: Robert Alex Johnson) (زادهٔ ۲۶ مه ۱۹۲۱– درگذشتهٔ ۱۲ سپتامبر ۲۰۱۸)، روان‌شناس تحلیلی و روان‌درمانگر یونگی و نویسنده بود. کتاب‌های وی تاکنون بیش از ۲٫۵ میلیون نسخه به فروش رسیده‌اند.

## زندگی و شغل
جانسون در پورتلند، اورگن متولد شد. وی در دانشگاه اورگن و دانشگاه استنفورد تحصیل کرد. در سال ۱۹۴۵، برای شاگردی در محضر جیدو کریشنامورتی، یک معلم روحانی هندی، به اوجا، کالیفرنیا رفت. در سال ۱۹۴۷ درمان خود را با فریتز کانکل آغاز کرد. بعدها در مؤسسه کارل یونگ در زوریخ، سوئیس تحصیل کرد، جایی که اما یونگ همسر کارل یونگ، تحلیلگر اصلی وی بود. او روانشناسی تحلیلی خود را با کانکل و تونی ساسمن به پایان رساند. او در اوایل دهه ۱۹۵۰ با هلن لوک در لس آنجلس یک تمرین تحلیلی برپا کرد. در اوایل دهه ۱۹۶۰ او تمرین خود را بست و به عضویت یک نظام سند بندیکت در کلیسای اسقفی در شهرستان ابی گریگوری، تری ریورز در میشیگان درآمد.
جانسون پس از چهار سال فعالیت در نظام سند بندیکت، در سال ۱۹۶۷ به کالیفرنیا بازگشت. وی فعالیت خود را در در کلیسای جامع پاول به عنوان روان‌درمانگر و سخنران از سر گرفت و از نزدیک با جان ای. سنفورد، یک کشیش کلیسای اسقفی، تحلیلگر یونگی و نویسنده همکاری داشت. در سال ۱۹۷۴، مجموعه ای از سخنرانی‌های وی با عنوان «اسطوره جام مقدس» منتشر شد. این اثر به یکی از پرفروش‌ترین آثار انتشارات هارپر اند راو تبدیل شد. اسطوره جام مقدس اولین کتاب از کتاب‌های بسیاری بود که به تفسیر یونگی، از طریق افسانه‌ها و داستان‌های گذشته و شباهت‌های آن‌ها با روانشناسی و توسعه شخصی را ارائه می‌داد.
جانسون همچنین در سری آروبیندو آشرام در پوندیچری هند تحصیل کرد. وی در سال ۲۰۰۲ مدرک دکترای افتخاری در رشته علوم انسانی و یک جایزه دستاورد عمر را از مؤسسه تحصیلات تکمیلی پاسیفیکا دریافت کرد.
جانسون در سن دیگوی کالیفرنیا زندگی کرد و در سپتامبر ۲۰۱۸، در سن ۹۷ سالگی درگذشت.

## آثار
- اسطوره جام مقدس (۱۹۷۴)[۵]
- زن درون (۱۹۷۶)
- که عشق آسان نمود اول: روانشناسی عشق رمانتیک (۱۹۸۳)[۶]
- تخیل فعال (۱۹۸۶)[۷]
- تحلیل کاربردی خواب و رؤیا (۱۹۸۶)[۸]
- سرمستی: درک روانشناسی شادی (۱۹۸۹)
- تکامل آگاهی (۱۹۹۱)
- عقده مادر و روابط زن و مرد (۱۹۹۱)[۹]
- سایه‌ات را مالک شو: آشنایی با بخش تاریک روان (۱۹۹۳)[۱۰]
- شاه فیشر و دوشیزگان بی‌دست (۱۹۹۳)
- مرد ایده‌آل: مؤثرترین راهکارهای محبوبیت در میان زنان زندگی (۱۹۹۵)[۱۱]
- راهبری زندگی با شهود درونی: متعادل کردن زمین و آسمان (۱۹۹۸) توسط رابرت ا. جانسون و جری رول[۱۲]
- احساس رضایت: راهی به سوی شادی حقیقی (۱۹۹۹) توسط رابرت ا. جانسون و جری رول[۱۳]
- زندگی نزیسته‌ات را زندگی کن (۲۰۰۷) توسط رابرت ا. جانسون و جری رول[۱۴]
- دنیای طلایی، کتاب صوتی (۲۰۰۷)
- طلای درون: نقشه راه نجات از وابستگی به دیگران و رسیدن به استقلال فردی (۲۰۰۸) توسط رابرت ا. جانسون و آرنی کوتلر[۱۵][۱۶]